# Campeonato Europeu de Atletismo em Pista Coberta de 2015 - 60 m com barreiras masculino
A prova dos 60 metros com barreiras masculino do Campeonato Europeu de Atletismo em Pista Coberta de 2015 foi disputada no dia 6 de março de 2015 no O2 Arena em Praga, República Checa. 

## Recordes
Antes desta competição, os recordes mundiais e do campeonato nesta prova eram os seguintes:
|                       | Nome          | Nacionalidade | Tempo | Local        | Data                |
| --------------------- | ------------- | ------------- | ----- | ------------ | ------------------- |
| Recorde mundial       | Colin Jackson | Reino Unido   | 7s 30 | Sindelfingen | 6 de março de 1994  |
| Recorde do campeonato | Colin Jackson | Reino Unido   | 7s 39 | Paris        | 12 de março de 1994 |
| Recorde europeu       | Colin Jackson | Reino Unido   | 7s 30 | Sindelfingen | 6 de março de 1994  |

## Medalhistas
| Ouro                          | Prata                | Bronze                |
| Pascal Martinot-Lagarde (FRA) | Dimitri Bascou (FRA) | Wilhem Belocian (FRA) |

## Cronograma
Todos os horários são locais (UTC+2).
| Data       | Hora  | Evento    |
| ---------- | ----- | --------- |
| 6 de março | 10:32 | Bateria   |
| 6 de março | 16:25 | Semifinal |
| 6 de março | 18:35 | Final     |

## Resultados

### Bateria
Qualificação: 3 atletas de cada bateria (Q) mais os 4 melhores qualificados (q).
| Posição | Bateria | Atleta                  | Nacionalidade | Tempo | Notas           |
| ------- | ------- | ----------------------- | ------------- | ----- | --------------- |
| 1       | 3       | Pascal Martinot-Lagarde | França        | 7.58  | Q,              |
| 2       | 4       | Konstantin Shabanov     | Rússia        | 7.61  | Q,              |
| 3       | 4       | Erik Balnuweit          | Alemanha      | 7.62  | Q               |
| 4       | 2       | Wilhem Belocian         | França        | 7.63  | Q               |
| 5       | 4       | Balázs Baji             | Hungria       | 7.64  | Q               |
| 6       | 1       | Dimitri Bascou          | França        | 7.65  | Q               |
| 6       | 3       | Lawrence Clarke         | Reino Unido   | 7.65  | Q               |
| 8       | 2       | João Carlos Almeida     | Portugal      | 7.66  | Q,              |
| 8       | 3       | Petr Svoboda            | Chéquia       | 7.66  | Q,              |
| 10      | 2       | Konstadinos Douvalidis  | Grécia        | 7.67  | Q               |
| 11      | 4       | Damien Broothaerts      | Bélgica       | 7.69  | q               |
| 12      | 2       | David Omoregie          | Reino Unido   | 7.72  | q               |
| 13      | 2       | Gregory Sedoc           | Países Baixos | 7.72  | q               |
| 14      | 3       | Damian Czykier          | Polónia       | 7.73  | q               |
| 15      | 4       | Hassane Fofana          | Itália        | 7.75  | Recorde pessoal |
| 16      | 3       | Vitali Parakhonka       | Bielorrússia  | 7.76  | Recorde pessoal |
| 17      | 1       | Dominik Bochenek        | Polónia       | 7.79  | Q               |
| 18      | 1       | Andreas Martinsen       | Dinamarca     | 7.83  | Q, =            |
| 19      | 1       | Milan Trajkovic         | Chipre        | 7.83  |                 |
| 20      | 1       | Maksim Lynsha           | Bielorrússia  | 7.84  |                 |
| 21      | 3       | Dániel Kiss             | Hungria       | 7.86  |                 |
| 21      | 4       | Serhiy Kopanayko        | Ucrânia       | 7.86  |                 |
| 23      | 2       | Martin Mazáč            | Chéquia       | 7.90  |                 |
| 24      | 2       | Valdó Szucs             | Hungria       | 7.97  |                 |
| 25      | 3       | Rahib Mammadov          | Azerbaijão    | 8.05  |                 |
| 26      | 1       | Gerard O'Donnell        | Irlanda       | 8.06  |                 |
| 26      | 4       | Andrej Bician           | Eslováquia    | 8.32  |                 |
| 27      | 1       | Petr Penáz              | Chéquia       | DNF   |                 |

### Semifinal
Qualificação: 4 atletas de cada bateria (Q).

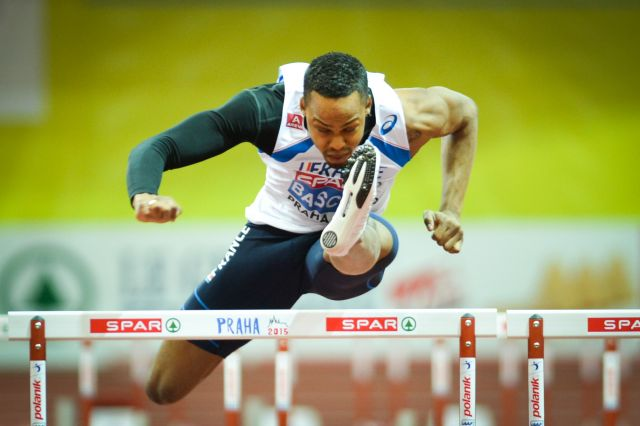
Dimitri Bascou marcou o tempo mais rápido das semifinais

| Posição | Bateria | Atleta                  | Nacionalidade | Tempo | Notas                |
| ------- | ------- | ----------------------- | ------------- | ----- | -------------------- |
| 1       | 2       | Dimitri Bascou          | França        | 7.46  | Q,                   |
| 2       | 1       | Wilhem Belocian         | França        | 7.53  | Q, =                 |
| 3       | 2       | Pascal Martinot-Lagarde | França        | 7.54  | Q,                   |
| 4       | 2       | Erik Balnuweit          | Alemanha      | 7.59  | Q,                   |
| 5       | 1       | Petr Svoboda            | Chéquia       | 7.61  | Q,                   |
| 6       | 1       | Konstadinos Douvalidis  | Grécia        | 7.62  | Q,                   |
| 7       | 2       | Balázs Baji             | Hungria       | 7.65  | Q                    |
| 8       | 2       | Gregory Sedoc           | Países Baixos | 7.65  | Recorde da temporada |
| 9       | 1       | Lawrence Clarke         | Reino Unido   | 7.66  | Q                    |
| 10      | 1       | Konstantin Shabanov     | Rússia        | 7.66  |                      |
| 11      | 1       | João Carlos Almeida     | Portugal      | 7.68  |                      |
| 12      | 1       | Damien Broothaerts      | Bélgica       | 7.72  |                      |
| 13      | 2       | Dominik Bochenek        | Polónia       | 7.73  |                      |
| 13      | 2       | Andreas Martinsen       | Dinamarca     | 7.73  | Recorde nacional     |
| 15      | 1       | Damian Czykier          | Polónia       | 7.75  |                      |
| 16      | 2       | David Omoregie          | Reino Unido   | 7.76  |                      |

### Final
A final foi realizada às 18:35 no dia 6 de março de 2015.

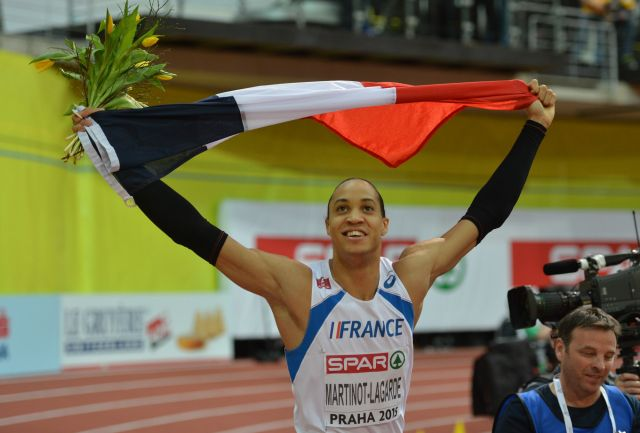
The winner, Pascal Martinot-Lagarde

| Posição           | Raia | Atleta                  | Nacionalidade | Tempo | Notas                |
| ----------------- | ---- | ----------------------- | ------------- | ----- | -------------------- |
| Medalha de ouro   | 6    | Pascal Martinot-Lagarde | França        | 7.49  | Recorde da temporada |
| Medalha de prata  | 5    | Dimitri Bascou          | França        | 7.50  |                      |
| Medalha de bronze | 3    | Wilhem Belocian         | França        | 7.52  | Recorde pessoal      |
| 4                 | 8    | Erik Balnuweit          | Alemanha      | 7.59  | =                    |
| 5                 | 2    | Lawrence Clarke         | Reino Unido   | 7.63  |                      |
| 6                 | 7    | Konstadinos Douvalidis  | Grécia        | 7.64  |                      |
| 7                 | 1    | Balázs Baji             | Hungria       | 7.65  |                      |
| 8                 | 4    | Petr Svoboda            | Chéquia       | 7.67  |                      |

Legenda
| Recorde mundial       | Recorde mundial (World record)               |                       | Recorde africano                      | Recorde africano (African) |                                           | Q | Classificado por posição (Qualified) |
| Recorde do campeonato | Recorde do campeonato (Championship record)  | Recorde da América    | Recorde da América (Americas)         | q                          | Classificado por melhor tempo (Qualified) |   |                                      |
| Melhor marca do ano   | Melhor marca do ano (World leading)          | Recorde asiático      | Recorde asiático (Asian)              | DNS                        | Não largou (Did not start)                |   |                                      |
| Recorde nacional      | Recorde nacional (National record)           | Recorde europeu       | Recorde europeu (European)            | DNF                        | Não terminou (Did not finish)             |   |                                      |
| Recorde pessoal       | Recorde pessoal do atleta (Personal best)    | Recorde da Oceania    | Recorde da Oceania (Oceania)          | DSQ / DQ                   | Desclassificado (Disqualified)            |   |                                      |
| Recorde da temporada  | Recorde da temporada do atleta (Season best) | Recorde sul-americano | Recorde sul-americano (South America) | NM                         | Sem marca (No mark)                       |   |                                      |